# LZ 1886
LZ 1886 is een voormalige Nederlandse zwem- en waterpolovereniging uit Leiden. De afkorting LZ staat voor Leidse Zwemclub. De vereniging organiseerde zwemlessen en had tevens afdelingen voor de wedstrijdsporten waterpolo en wedstrijdzwemmen. Het thuisbad van de vereniging was het 5-meibad. In 2018 fuseerde de vereniging met de vereniging De Zijl Zwemsport tot ZVL-1886.

## Waterpolo
LZ 1886 kwam uit in de bondscompetitie.

### ZVL (dames)
LZ 1886 had geen eigen damesteams. De dames kwamen uit in de startgemeenschap ZVL, die het resultaat was van een samenwerkingsverband van drie verenigingen in de regio Leiden en Oegstgeest. Met ZVL wilden ze opnieuw een hoofdrol vervullen in de nationale hoofdklasse van de dames. De letters ZVL staan voor De  Zijl-LGB, Vivax  en LZ 1886.

### LZ 1886 (heren)
Het mannenteam van LZ 1886 speelde een aantal jaar in de Hoofdklasse. In 2005 degradeerde LZ'86 naar de eerste klasse. Het grootste wapenfeit was het halen van de bekerfinale in 2001, die werd verloren van AZC, maar desondanks mocht LZ'86 wel Europees waterpolo spelen. In de Europacup voor bekerwinnaars werd LZ uitgeschakeld in de groepsfase, nadat het in een groep met vier teams derde was geworden. In 2009 promoveerde LZ'86 onder leiding van trainer-coach Joost Vlag, die ook al eerder de heren naar de hoofdklasse had gebracht, weer naar de hoofdklasse. Dat seizoen eindigde LZ'86 op de laatste plaats in de hoofdklasse en degradeerde de club terug naar de eerste klasse.

## Wedstrijdzwemmen
De selectie van het wedstrijdzwemmen kwam uit in de landelijke competitie. Nick Driebergen was de bekendste exponent van deze afdeling. Hij kwam op jonge leeftijd van Z&PC Katwijk en vertrok naar het Nationaal Zweminstituut Amsterdam. De zwemselectie van LZ'86 is meerdere malen Nederlands kampioen geweest.

## Bekende leden
- Nick Driebergen
- Biurakn Hakhverdian
- Noeki Klein
- Aad van Mil